# Marcu Biancarelli
Marcu Biancarelli (pronunciació corsa: [ˈmarku bjaŋkaˈreɭɭi], nascut a Portivechju, 1968), és un escriptor en cors. El 1991 ha estat cofundador de la revista A Pian' d'Avretu i hi ha publicat el primer recull de poesia, Viaghju in Vivaldia (1999). Ha obtingut dos cops el Premi de Literatura Insular d'Ouessant per les seves novel·les Prighjuneri i San Ghjuvanni in Patmos (2001 i 2002). El 2008 va compondre un tercer recull de narracions, Stremu Miridianu, que ha rebut el Premi de Lectors de Còrsega.
En audiovisuals, ha escrit el guió Lettre de Porto Alegre (2002) realitzat per Eric Guéret i Serge Orru.
També ha compost la peça teatral Bella Sterpa, escrita amb la col·laboració d'Orlando Forioso, i estrenada a Calvi el 2004. Una altra peça, Cuntruversa di Valdu Nieddu, fou duta a l'escena el 2006 pel grup teatral I Stroncheghjetta, mentre que Cristianu Ruspini i Ghjuvan' Petru Lanfranchi hi adaptaren la narració 51 Pegasi astru virtuali. També ha compost les cançons Corsican beauty (I Cantelli 2005) i Ultimu viaghju di Stepan Trofimovich (Paulu Miniconi 2007).

## Obres
- Viaghju in Vivaldia (en català: Viatge a Vivaldia) - poesia, Le Signet, 1999
- Prighjuneri (en català: Presoners) - relats, Albiana, 2000 (traduït al francès per Ghjilormu Ferrari)
- San Ghjuvanni in Patmos (en català: Sant Joan a Patmos) - relats, Albiana, 2001 (traduït al francès per Ghjilormu Ferrari, Didier Rey i l'autor)
- Parichji dimonia (en català: Nombrosos dimonis) - poesia, Albiana, 2002
- 51 Pegasi astru virtuali (en català: 51 Pegasi, astre virtual) - novel·la, Albiana, 2003 (traduït al francès per Ghjilormu Ferrari)
- Stremu miridianu (en català: Meridià extrem) - relats, Albiana, 2007 (traduït al francès per Ghjilormu Ferrari, Paulu Desanti, Bernardu Biancarelli i l'autor)
- Murtoriu - novel·la, Albiana, 2009
- Vae Victis - assaig, Materia Scritta, 2010
- Cusmugrafia (en català: Cosmografia) - cròniques literàries, Colonna Edizione, 2011
- Cuntruversa di Valdu Nieddu (en català: Controvèrsia de Valdu Nieddu) - teatre, Materia Scritta, 2012
- Dopu à i muntaneri (nuvella), relat, 2012